# Касл-Гілл, Новий Південний Уельс
Касл-Гілл є частиною міста Сідней в Австралії. Він розташований у муніципалітеті Гіллс-Шир а штаті Новий Південний Уельс, у південно-східній частині країни, приблизно за 24 кілометри на північний захід від столиці провінції Сіднея. Населення — 35 389 осіб.
Околиці Касл-Гілл дуже густо заселені: 1 056 жителів на квадратний кілометр. Найближча більша громада — Блектаун, поблизу Касл-Гілл.
У Касл-Гілл переважно щільна забудова. Середньорічна кількість опадів становить 1 380 міліметрів. Найвологішим місяцем є лютий із середньою кількістю опадів 200 мм, а найпосушливішим – липень з опадами 36 мм.